# Hypamazso
Hypamazso is een kevergeslacht uit de familie van de boktorren (Cerambycidae). De wetenschappelijke naam van het geslacht werd voor het eerst geldig gepubliceerd in 2003 door Barrion & Khan.

## Soorten
Hypamazso is monotypisch en omvat slechts de volgende soort:
- Hypamazso pauli (Fairmaire, 1884)